# Aero Commander 500
Aero Commander 500 — семейство лёгких двухмоторных поршневых и турбовинтовых самолетов, первоначально построенных компанией Aero Design and Engineering Company в конце 1940-х годов, переименованной в компанию Aero Commander Company в 1950 году и подразделением Rockwell International с 1965 года. Первоначальным серийным вариантом был семиместный Aero Commander 520 со скоростью 320 км/ч. Улучшенная версия, 500S, произведённая после 1967 года, известна как Shrike Commander. Более крупные варианты известны под многочисленными названиями моделей и обозначениями, достигающими до 530 км/ч в 11-местной турбовинтовой версии 695B/Jetprop 1000B.

## Проектирование и разработка
Идея создания лёгкого двухмоторного самолёта была задумана Тедом Смитом, инженером-проектировщиком компании Douglas Aircraft Company. Работая неполный рабочий день в нерабочее время в течение всего 1944 года, группа инженеров A-20 сформировала Aero Design and Engineering Company для проектирования и сборки предлагаемого самолёта с компоновкой, аналогичной их бомбардировщику A-20. Первоначально новая компания собиралась построить три предсерийных самолёта, но пока первый самолёт строился, они решили построить только один прототип. Окончательная конфигурация была завершена в июле 1946 года и получила обозначение модели L3805
Прототип зарегистрированный как NX1946 впервые поднялся в воздух 23 апреля 1948 года. L3805 вмещал до пяти человек и приводился в движение двумя поршневыми двигателями Lycoming O-435-A. Это был цельнометаллический моноплан с высоким крылом и убирающимися шасси взятым от Vultee BT-13 Valiant. Рыночный сегмент планировавшийся для этого самолёта — небольшие фирмы фидерных авиалайнеров и первоначально конструировался как семиместный, но вместо этого нашёл применение на рынке частных бизнес-самолётов и военном рынке. Уолтер Бич сделал тестовый полёт на самолёте в 1949 году и выразил заинтересованность в покупке проекта, но от идеи отказался, вместо этого его компания Beechcraft разработала собственный двухмоторный самолёт Twin Bonanza. Компания Fairchild Aircraft также оценила прототип в своей штаб-квартире в Хагерстауне, штат Мэриленд.
Прототип успешно летал и компания взяла в лизинг новый завод площадью 2 400 квадратных метров в Бетани близ Оклахома-Сити, чтобы построить серийную версию, сертифицированную 30 июня 1950 года. На доработку модели ушло почти 10 000 часов, даже заменили двигатели на более мощные  Lycoming GO-435-C2, суммарная мощность которых составила 520 лошадиных сил. Серийная модель получила название Commander 520. Первый Commander 520 выкатили из нового завода в августе 1951 года. Самолёт с серийным номером 1 использовался в качестве демонстратора, а затем был продан в октябре 1952 года токийской компании Asahi Shimbun Press Company.